# روك بديل

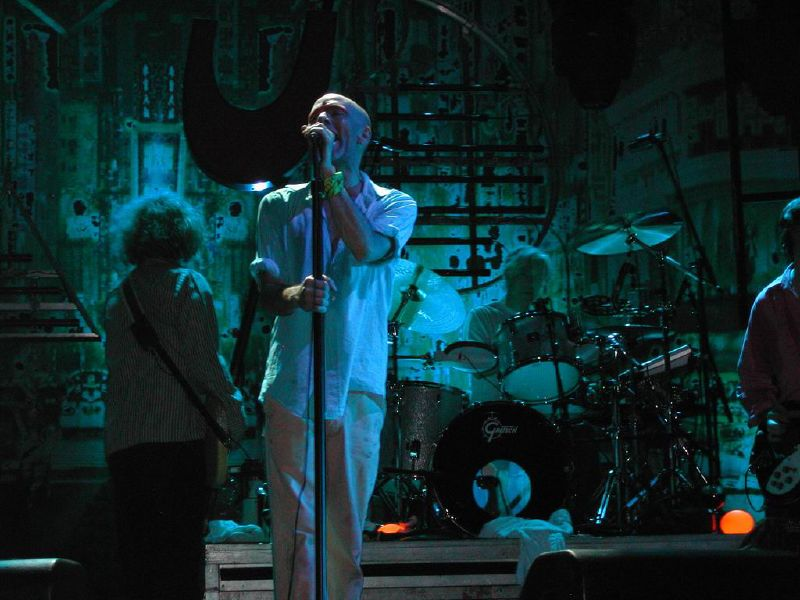
اعتمدت فرقة آر.إي.إم التي تعدّ من بين أولى فرق الروك البديل ممن حظيت بشعبية كبيرة على بث أغانيها على المحطات الإذاعية الطلابية في الجامعات والتجوال المستمر لأداء الحفلات والفعاليات بلا هوادة بالإضافة لقاعدة شعبية من المعجبين مما مكنها من تحقيق نجاح موسيقي في الوسط الموسيقي الاعتيادي العام.

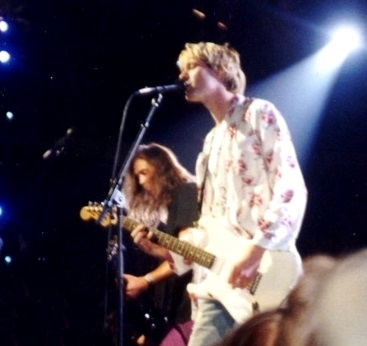
كان نجاح فرقة الغرنج الأمريكية نيرفانا في مطلع التسعينات بعد إصدارهم لأغنية «سميلز لايك تيين سبيرت» أن أدى إلى إشعال فتيل شعبية الروك البديل. هنا يظهر كيرت كوبين (في المقدمة) وكريست نوفوسيليك في أداء حي للفرقة خلال حفل توزيع جوائز الإم تي في عام 1992.

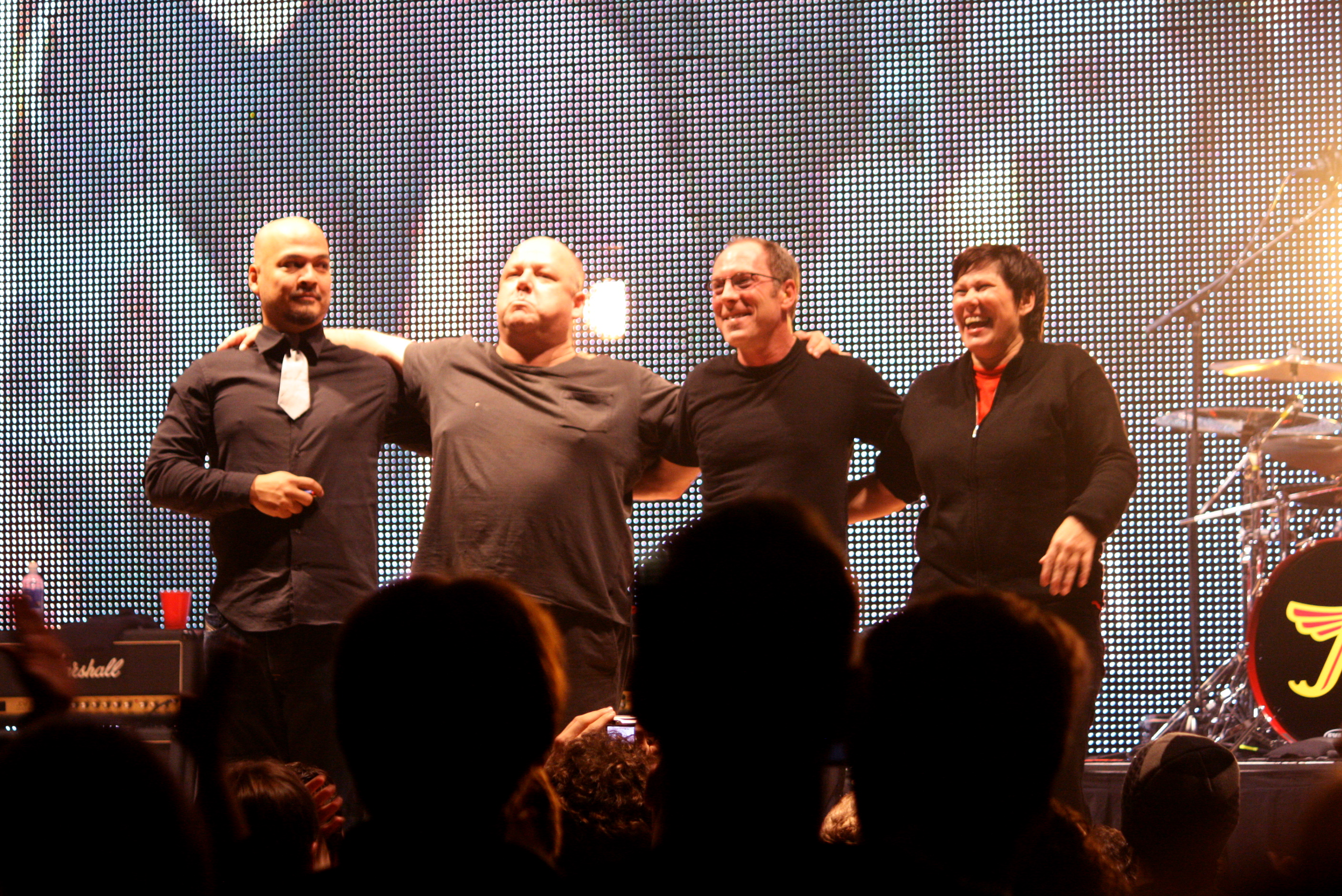
كان لفرقة بيكسيز تأثير موسيقي هام على العديد من فرق الروك البديل التي جاءت بعدها مثل نيرفانا وذا سماشينغ بامبكنز وراديوهيد ويو تو وذا ستروكس وويزر وأليس إن تشاينز من حيث الديناميكيات الصوتية الصاخبة ذو الأصوات المتنافرة وتواقيت الإيقاف والبدأ. هنا صورة لأعضاء الفرقة الأصليين الأربع عام 2009.

الروك البديل (بالإنجليزية: Alternative rock) (تسمى أيضًا الموسيقى البديلة أو موسيقى الروك البديل أو موسيقى البوب البديل أو ببساطة بديلة) هو مصطلح يستخدم لتصنيف موسيقى الروك التي ظهرت من الموسيقى المستقلة الآندرغراوند في السبعينيات وأصبحت شائعة على نطاق واسع في الثمانينيات. يشير «البديل» إلى تمييز النوع عن موسيقى الروك أو موسيقى البوب السائدة أو التجارية. كان المعنى الأصلي للمصطلح أوسع نطاقًا، حيث أشار إلى جيل من الموسيقيين الذين وحّدهم دينهم الجماعي إما للنمط الموسيقي، أو ببساطة الروح المستقلة العصامية للبانك روك، والتي أسست في أواخر السبعينيات للموسيقى البديلة.
في سبتمبر 1988، أدخل بيلبورد «الأغاني البديلة» في نظام القوائم الخاص بهم بدلًا من الاستمرار في دمج الفنانين البديلين في القوائم الحالية لموسيقى الروك والبوب. بحلول ذلك الوقت، أصبح «البديل» وصفًا شاملًا لكل من الفنانين الناجحين مثل فرقة يو تو وفرقة آر.إي.إم. وموسيقى لفناني الروك الأندرجراوند، والمستقلين، أو غير التجاريين الحاصلة على مستوى معين من الاعتراف الشعبي. على الرغم من تطور هذا النوع في أواخر السبعينيات والثمانينيات، إلا أنه يمكن العثور على الموسيقى مستبقة لهذا النوع في وقت مبكر من الستينيات، مع فرق مثل ذا فيلفيت أندرغراوند، وفنانين مثل سيد باريت. منذ أوائل التسعينات، أُسيء استخدام هذا المصطلح في كثير من الأحيان لتسويق صورة أو موسيقى فنان تجاه المستهلكين الذين يسعون إلى تمييز أذواقهم عن موسيقى البوب أو الروك السائدة.
تقليديًا، تتكون موسيقى الروك البديلة على نطاق واسع من الموسيقى التي اختلفت بشكل كبير من حيث الصوت والسياق الاجتماعي والجذور الإقليمية. طوال الثمانينيات، زادت المجلات، والمنشورات اليدوية، والمحطات الإذاعية الطلابية في الجامعات، وتناقل الخبر شفويًا من شهرتها وأبرزت تنوع موسيقى الروك البديلة، ما ساعد على تعريف عدد من الأنماط المتميزة (ومشاهد الموسيقى) مثل النويز بوب، والإيندي روك، والغرنج، والشوغيز. حققت معظم هذه الأنواع الفرعية شهرة سائدة بسيطة ووقّع عدد قليل من الفرق عقود مع شركات تسجيل ضخمة مثل فرقة هاسكر دو وفرقة آر.إي.إم. لكن النجاح التجاري لمعظم الفرق البديلة كان محدودًا مقارنة بأنواع أخرى من موسيقى الروك والبوب في ذلك الوقت، وظلت معظم الأعمال موقعة مع شركات تسجيل مستقلة وحظيت باهتمام قليل نسبيًا من الراديو أو التلفزيون أو الصحف السائدة. مع نجاح فرقة نيرفانا وشعبية حركتيّ الغرنج والبريت بوب في التسعينات، دخلت موسيقى الروك البديلة التيار الموسيقي السائد وأصبحت العديد من الفرق البديلة ناجحة.

## أصل المصطلح
في الماضي، الأذواق الموسيقية المشهورة كانت تتبع للمديرين الموسيقيين في شركات الترفيه الكبرى. وقّعت شركات التسجيلات عقودًا مع هؤلاء الفنانين الذين يُعتقد أنهم أصبحوا الأكثر شعبية، وبالتالي يمكنهم تحقيق أكبر قدر من المبيعات. كانت هذه الفرق قادرة على تسجيل أغانيها في استوديوهات باهظة الثمن، وتعرض أعمالها للبيع من خلال سلاسل متاجر التسجيلات التي كانت مملوكة لشركات الترفيه، إلى جانب بيع البضائع في نهاية المطاف إلى تجار التجزئة الكبار. عملت شركات التسجيل مع شركات الإذاعة والتلفزيون للحصول على أكبر قدر من العرض لفنانيها. كان الأشخاص الذين يتخذون القرارات هم رجال أعمال يتعاملون مع الموسيقى كمنتج، واُستبعدت تلك الفرق التي لم تكن تصدر أرقام المبيعات المتوقعة من هذا النظام.
قبل استخدام مصطلح الروك البديل في الاستخدام الشائع حوالي عام 1990، كانت أنواع الموسيقى التي تشير إليها معروفة بمجموعة متنوعة من المصطلحات. في عام 1979، استخدم تيري تولكين مصطلح الموسيقى البديلة لوصف المجموعات التي كان يكتب عنها. في عام 1979، كان لمحطة إذاعة دالاس كايزو عرض موسيقى الموجة جديدة في وقت متأخر من الليل بعنوان «موسيقى الروك أند رول البديلة». استخدم مصطلح «كوليج روك» في الولايات المتحدة لوصف الموسيقى خلال الثمانينيات نظرًا لارتباطها بدائرة راديو الكلية وأذواق طلاب الجامعات. في المملكة المتحدة، ظهرت العشرات من شركات التسجيل الموسيقية القائمة على مبدأ «افعلها بنفسك» نتيجة لثقافة البانك الفرعية.

## خصائصه
يعتبر اسم «الروك البديل» بمثابة مصطلح شامل للموسيقى الأندرجراوند التي ظهرت في أعقاب موسيقى البانك روك منذ منتصف الثمانينيات. طوال معظم تاريخها، عُرّفت موسيقى الروك البديلة إلى حد كبير برفضها للتسويق التجاري للثقافة السائدة، على الرغم من أنه يمكن الاعتراض على ذلك منذ أن حقق بعض الفنانين البديلين الرئيسيين نجاحًا سائدًا أو انضموا لشركات تسجيل عملاقة من التسعينيات فصاعدًا (خاصة منذ الألفية الجديدة وما بعدها). لعبت الفرق البديلة خلال الثمانينيات بشكل عام في الأندية الصغيرة، وسجلوا لشركات تسجيل مستقلة، وانتشرت شعبيتها من خلال تناقل الخبر شفويًا بين الناس. وهكذا، لا يوجد نمط موسيقي محدد للروك البديل ككل، على الرغم من أن صحيفة نيويورك تايمز في عام 1989 أكدت أن هذا النوع هو «موسيقى الجيتار أولًا وقبل كل شيء، مع جيتارات تفجر كوردز القوة، وتختار ريف منسجمة». تميل كلمات الروك البديلة إلى معالجة الموضوعات ذات الاهتمام الاجتماعي أكثر من غيرها من أنماط الروك منذ انتشار موسيقى الروك خلال السبعينيات، مثل تعاطي المخدرات، والاكتئاب، والانتحار، وحماية البيئة. طُور هذا الأسلوب في كلمات الأغاني انعكاسًا للسلالات الاجتماعية والاقتصادية في الولايات المتحدة والمملكة المتحدة في الثمانينيات وأوائل التسعينات.

## تاريخه

### الأصول والسلائف (الستينات والسبعينات)

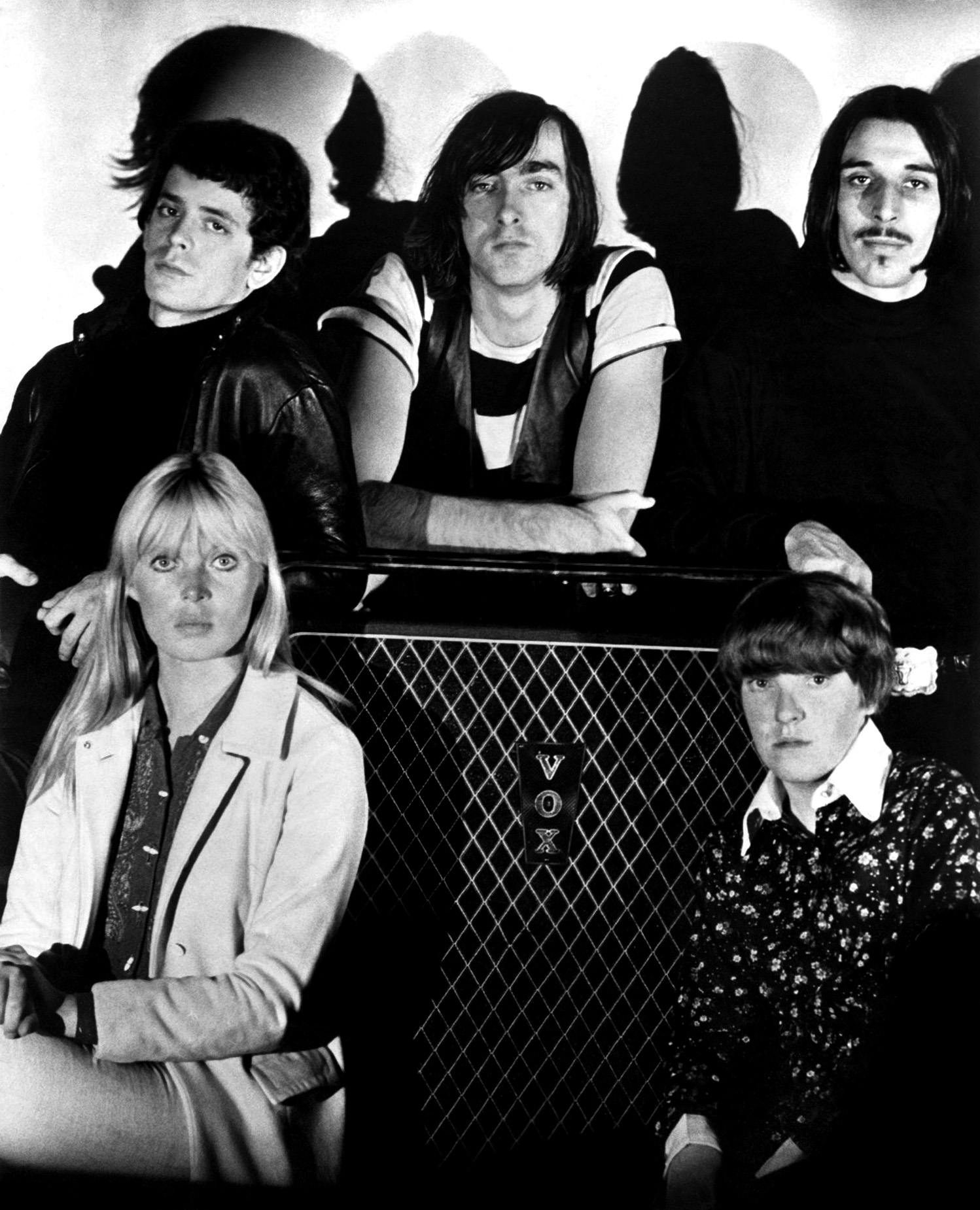
تُعدّ فرقة ذا فيلفيت أندرغراوند (هنا في صورة عام 1966) أكثر فرق الروك تأثيرًا على أصول وبداية ما سيٌعرف لاحقًا بالروك البديل.

كان هناك سابقة لنوع الروك البديل في الستينيات مع مشهد البروتو بانك. يمكن إرجاع أصول الروك البديل إلى ألبوم «ذا فيلفيت أندرغراوند آند نيكو» (1967) لفرقة ذا فيلفيت أندرغراوند. مما ألهم العديد من فرق الروك البديلة التي ستأتي بعدها. كان للشخصيات الموسيقية غريبة الأطوار في الستينيات، مثل سيد باريت، تأثير أيضًا على الروك البديل بصورة عامة.

### الثمانينيات
بحلول عام 1984، وقّعت غالبية المجموعات مع شركات تسجيل مستقلة اختيرت من مجموعة متنوعة من الروك وخاصة المتأثر بروك الستينيات. يمثل هذا انفصالًا حادًا عن السنوات المستقبلية والعقلانية المفرطة في سنوات البوست بانك.
طوال الثمانينيات، ظل الروك البديل ظاهرة آندرجراوند بشكل رئيسي. في بعض الأحيان تُصبح أغنية نجاحًا تجاريًا أو تتلقى الألبومات الثناء النقدي في المنشورات السائدة مثل مجلة رولينغ ستون، برزت موسيقى الروك البديلة في الثمانينيات في المقام الأول في شركات التسجيل المستقلة، والمجلات، ومحطات راديو الكلية.

### الشعبية في التسعينات
بحلول مطلع التسعينات، كانت صناعة الموسيقى مهتمة بالإمكانيات التجارية للروك البديل، وقد وقّعت شركات التسجيل الكبيرة بالفعل عقودًا مع فرق روك بديل مثل فرقة جينز آديكشن، وريد هوت تشيلي بيبرز، وديناصور جونيور. في أوائل عام 1991، أصبحت آر.إي.إم. سائدة في جميع أنحاء العالم مع ألبومها «أوت أوف تايم»، إذ أصبح أساسًا للعديد من الفرق البديلة.
أصبح مهرجان لولابلوزا في دورته الأولى أنجح جولة في أمريكا الشمالية بعد انطلاقته في يوليو وأغسطس عام 1991. قال ديف غرول من فرقة نيرفانا في مقابلة بالقرب من لوس أنجلوس في مدرج في الهواء الطلق: «شعرت أن شيئًا ما يحدث، كان ذلك بداية كل شيء». ساعدت الجولة على تغيير العقليات في صناعة الموسيقى: «بحلول ذلك الخريف، تغير الراديو، وأم تي في، والموسيقى. أعتقد حقًا أنه لولا بيري (فاريل)، لولا لولابلوزا، أنا وأنت لم نكن لنجري هذه المحادثة الآن».

### القرن الواحد العشرين
خلال أواخر التسعينات وأوائل العقد الأول من القرن الحادي والعشرين، ظهرت العديد من فرق الروك البديل، بما في ذلك ذا ستروكس، وفرانز فرديناند، وإنتربول، وذا رابتشر التي استمدت الإلهام الأساسي من حركة البوست بانك والموجة الجديدة، مما أدى إلى إنشاء حركة إحياء البوست بانك. وُجد تدفق لفرق الروك البديل الجديدة نجاحًا تجاريًا في أوائل ومنتصف العقد الأول من القرن الواحد والعشرين، سبقه نجاح فرق مثل ذا ستروكس وذا وايت سترايبس في وقت سابق من هذا العقد، بما في ذلك العديد من فناني إحياء البوست بانك وغيرهم مثل ذا كيلرز، وياه ياه ياهز. بسبب نجاح هذه الفرق، أعلنت مجلة إنترتينمنت ويكلي في عام 2004: «بعد ما يقرب من عقد من الهيمنة من قبل فرق الراب روك والنيو ميتال، أصبح من الجيد جعل موسيقى الروك البديل سائدة مجددًا». لاقت فرقة ثيرتي سكندز تو مارس ارتفاعًا ملحوظًا في شعبيتها خلال النصف الأخير من العقد الأول من القرن الحادي والعشرين. حظيت فرقة الروك الأمريكية ريد هوت تشيلي بيبرز بموجة جديدة في شعبيتها عام 1999 بعد إصدار ألبومها «كاليفورنياكيشن» (1999)، مع استمرار النجاح طوال العقد الأول من القرن. كانت فرقة أركتك مونكيز حدثًا بارزًا يؤول بنجاحه التجاري الأولي لاستخدام الشبكات الاجتماعية عبر الإنترنت، مع أغنيتن منفردتين لهم في المرتبة الأولى في المملكة المتحدة وألبوم «وات إيفر بيبول ساي آي آم، ذاتس وات أيم نوت» (2006)، والذي أصبح الألبوم الأول الأكثر مبيعًا في تاريخ القوائم الموسيقية البريطانية.

## وصلات خارجية
- الروك البديل نسخة محفوظة 16 أكتوبر 2010 على موقع واي باك مشين. - أول ميوزيك (بالإنجليزية)